# Ţūmār Āqāj
Ţūmār Āqāj (persiska: طومار آقاج, Ţūmār Āghāj) är en ort i Iran.   Den ligger i provinsen Västazarbaijan, i den nordvästra delen av landet, 400 km väster om huvudstaden Teheran. Ţūmār Āqāj ligger 1 399 meter över havet och antalet invånare är 374.
Terrängen runt Ţūmār Āqāj är huvudsakligen kuperad, men åt sydväst är den platt. Ţūmār Āqāj ligger nere i en dal. Runt Ţūmār Āqāj är det ganska glesbefolkat, med 47 invånare per kvadratkilometer. Närmaste större samhälle är Shāhīn Dezh, 10,6 km norr om Ţūmār Āqāj. Trakten runt Ţūmār Āqāj består i huvudsak av gräsmarker.